# Luchtwortel

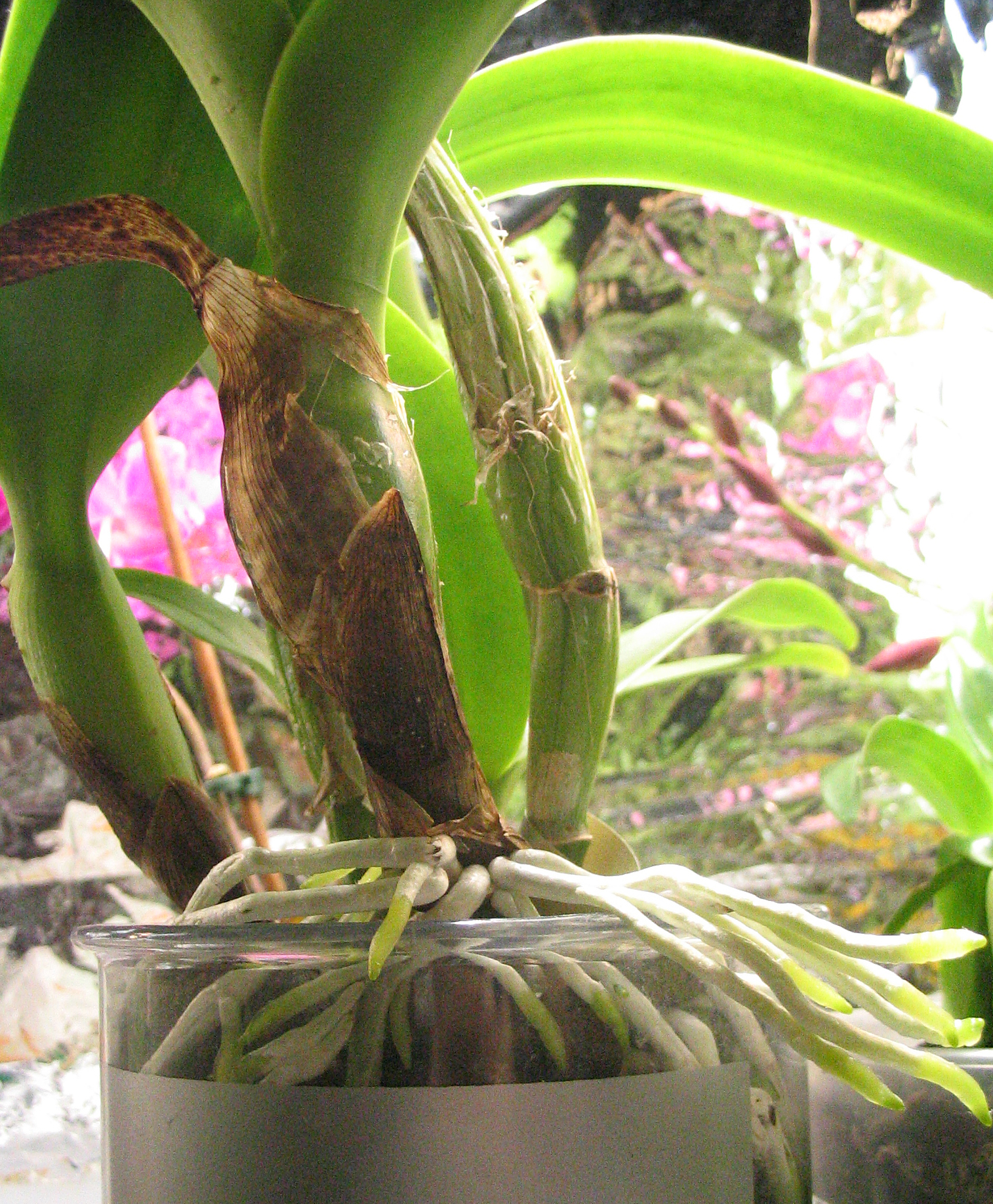
Luchtwortels van een epifytische orchidee (Cattleya) met een zilverachtig velamen

Luchtwortels zijn de wortels die sommige plantensoorten kunnen aanmaken op de knopen van de stengel. Als deze wortels de grond raken, groeien ze in de grond door als normaal gebouwde wortels. Ze beschikken in sommige gevallen over een velamen (velamen radicum), een bijzondere rhizodermis dat een weefsel vormt van 20 tot 30 cellagen dik. Onder het velamen ligt de exodermis. Het velamen is een sponsachtig of papierachtig weefsel. Luchtwortels kunnen door middel van het velamen atmosferische vochtigheid en organische en minerale voedselbestanddelen  absorberen. 
Luchtwortels met een velamen komen voor bij van bepaalde epifytische of semi-epifytische planten, zoals orchideeën (Orchidaceae) en Araceae.